# Dirk Flock
Dirk Flock (* 23. Mai 1972 in Köln) ist ein ehemaliger deutscher Fußballspieler, der seit Sommer 2012 beim SC Wiedenbrück als Co-Trainer tätig ist.

## Sportlicher Werdegang
Dirk Flock stammt aus dem Nachwuchsbereich des 1. FC Köln. Erste Station im Profifußball war für Flock im Jahr 1992 der Zweitligist FC Remscheid, wo sich der Mittelfeldspieler als Stammspieler etablieren konnte. Nach nur einem Jahr verließ Flock die Remscheider Richtung Stuttgarter Kickers. Auch bei den Schwaben konnte sich Flock durchsetzen, so dass er bereits eine Saison später in die Bundesliga zum 1. FC Kaiserslautern wechselte.
In der Bundesliga schaffte Flock nie wirklich den Durchbruch. Beim FCK kam er nur sporadisch zum Einsatz, gewann mit den Pfälzern aber 1996 den DFB-Pokal. Anschließend heuerte er wieder in der zweiten Liga beim FC Gütersloh an, bei dem er sich bis 1998 recht erfolgreich in Szene setzen konnte. Folge war ein Wechsel zu Werder Bremen, wo Flock bis 2001 unter Vertrag stand. Mit Werder gewann er 1999 den DFB-Pokal. Analog zu seiner Zeit in Kaiserslautern konnte er sich auch in Bremen nicht in die Stammelf spielen.
Nächste Station seiner Laufbahn war im Jahr 2001 Arminia Bielefeld. Auch hier kam Flock bis 2003 nur noch auf wenige Einsätze und wurde dort dann gegen Ende seines Vertrages hauptsächlich in Bielefelds zweiter Mannschaft in der Oberliga Westfalen eingesetzt. In der Saison 2003/04 war Flock vereinslos, bevor er dann 2004, wiederum in die Oberliga Westfalen, zu seinem alten Club aus Gütersloh wechselte, bei dem er dann bis 2007 aktiv war. In der Saison 2007/08 spielte Flock für den Ligakonkurrenten SC Wiedenbrück 2000, von wo er nach einer Spielzeit zur NRW-Liga-Saison 2008/09 wieder nach Gütersloh zurückkehrte. Nach dem Abstieg in die Westfalenliga fungierte Flock in der Spielzeit 2009/10 als Spielertrainer des FC Gütersloh 2000. Bis zur Winterpause 2011 war er noch als Cheftrainer beim FC Gütersloh tätig war, bevor der Vertrag aufgelöst wurde. Zur Saison 2012/13 wurde er Co-Trainer beim Regionalligisten SC Wiedenbrück.

## Statistik
- Bundesliga: 57 Spiele (1 Tor)
- 2. Bundesliga: 136 Spiele (12 Tore)